# Virginia Talarico
Virginia Talarico (Napoli, 25 marzo 1871 – Los Angeles, 10 giugno 1953) è stata un soprano italiano.

## Biografia
È conosciuta nel mondo dell'Opera con il nome d'arte "Virginia Novelli". La sua famiglia proviene dall'Italia, figlia d'arte di Achille Talarico, noto pittore italiano, e di Agnese Arena. Sposò Vincenzo Novelli, cantante, dal quale, nel 1897, ebbe una figlia di nome Emma. Ha studiato al Conservatorio di San Pietro a Majella di Napoli. Cantante lirica, soprano, il suo debutto avviene nel 1895 al Teatro Vittorio Emanuele di Torino dove interpreta il ruolo di Micaela nella Carmen. La sua carriera prosegue con successo in Italia e all'estero: al Cairo, ad Alessandria d’Egitto, a Odessa, a New York, a Philadelphia, a Charleston, a Dallas, a Jacksonville. Ha interpretato il ruolo di: Musetta nella La Bohème; di Gilda nel Rigoletto; Violetta nella Traviata;  Manon nella Manon Lescaut;  Desdemona nell’ Otello; Adina nell’Elisir d’amore; Santuzza nella Cavalleria Rusticana; Olga nella Fedora; Nedda ne Pagliacci; Leonora nel Trovatore.
Nel 1901 il marito si trasferisce a New York dove, il 27 agosto 1905 imbarcata sulla nave Konigin Luise, si trasferisce definitivamente con tutta la famiglia. Nel 1905 si stabilisce definitivamente negli Stati Uniti dove ha cantato dal 1907 al 1910. Nel 1908 incide per la Zonophone. A New York apre una scuola di canto al 1901 di Lexington Avenue.
È morta a Los Angeles il 10 giugno 1953.

## Repertorio
- 1895: Carmen (Micaela), Teatro Vittorio Emanuele (oggi Auditorium Rai Arturo Toscanini), Torino
- 1897: Concerto, Teatro Filodrammatico, Ravenna
- 1897: La Bohème (Musetta), Teatro Civico, Vercelli
- 1898: La Bohème (Musetta), Teatro Sociale, Casale Monferrato
- 1898: La Bohème (Musetta), Teatro Comunale, Fiume
- 1898: La Bohème (Musetta), Teatro Comunale, Padova
- 1899: La Bohème (Musetta), Don Carlo (Tebaldo), Favorita (Ines), Teatro Piccinni, Bari
- 1899: Il matrimonio segreto (Elisabetta), Teatro Storchi, Modena
- 1899: La Bohème (Musetta), Teatro Sociale, Monza
- 1899: La Bohème (Musetta), Teatro Coccia, Novara
- 1900: Oratorio di L. Perosi, Salone Perosi, Milano
- 1900: La Bohème (Musetta), Rigoletto (Gilda), Teatro Garibaldi, Reggio Calabria
- 1900: Carmen (Micaela), Teatro Esbekieh, Il Cairo
- 1900: La Bohème (Musetta), Carmen (Micaela), Pagliacci (Nedda), Rigoletto (Gilda), La traviata (Violetta), Teatro Alcazar, Alessandria d'Egitto
- 1900: L'elisir d'amore (Adina), Teatro Guillaume, Brescia
- 1901: La Bohème (Musetta), Teatro Comunale, Cesena
- 1901: Un ballo in maschera (Oscar), Teatro Paganini, Genova
- 1901: La Bohème (Musetta), Pliteama Duca di Genova, La Spezia
- 1901: La Bohème (Musetta), Teatro Municipale, Reggio Emilia
- 1902: Faust (Siebel), Teatro Municipale, Reggio Emilia
- 1902: La Bohème (Musetta), Teatro Comunale, Teramo
- 1902: Rigoletto (Gilda), Teatro Municipale, Odessa
- 1907: Rigoletto (Gilda), People Theater, New York
- 1907: Otello (Desdemona), Academy Of Music, Philadelphia
- 1909: Carmen (Micaela), Cavalleria rusticana (Santuzza), Fedora (Olga) / Pagliacci (Nedda) / Il trovatore (Leonora), Chestnut Street Theater, Philadelphia
- 1909: La Bohème (Musetta), Manhattan Opera House, New York
- 1910: Bessie Abbott Grand Opera Company, Opera, Charleston
- 1910: Bessie Abbott Grand Opera Company, Opera, Dallas
- 1910: Bessie Abbott Grand Opera Company, Teatro Duval, Jacksonville

## Incisioni
Zonophone, USA 1908
A cerinara with Francesco Daddi 40141-A
MONTAGNA: 'O scialle, Francesco Daddi